# Ž̈
Cette page contient des caractères spéciaux ou non latins. S’ils s’affichent mal (▯, ?, etc.), consultez la page d’aide Unicode.
Ž̈ (minuscule : ž̈), appelé Z caron tréma, est un graphème utilisé comme lettre latine additionnelle dans la romanisation de l’oudmourte écrit avec l’alphabet cyrillique. Il s’agit de la lettre Z diacritée d’un caron et d’un tréma suscrit. 

## Utilisation
Dans la translittération CLDR, le Z caron tréma ‹ ž̈ › translittère la lettre oudmourte jé tréma ‹ ӝ ›.

## Représentations informatiques
Le Z caron tréma peut être représenté avec les caractères Unicode suivants :
- composé (latin étendu A, diacritiques) :

| formes    | représentations | chaînes de caractères | points de code | descriptions                                      |
| --------- | --------------- | --------------------- | -------------- | ------------------------------------------------- |
| capitale  | Ž̈               | Ž◌̈                    | U+017D U+0308  | lettre majuscule latine z caron diacritique tréma |
| minuscule | ž̈               | ž◌̈                    | U+017E U+0308  | lettre minuscule latine z caron diacritique tréma |

- décomposé (latin de base, diacritiques) :

| Formes    | Représentations | Chaînes de caractères | Points de code       | Descriptions                                                    |
| --------- | --------------- | --------------------- | -------------------- | --------------------------------------------------------------- |
| capitale  | Ž̈               | Z◌̌◌̈                   | U+005A U+030C U+0308 | lettre majuscule latine z, diacritique caron, diacritique tréma |
| minuscule | ž̈               | z◌̌◌̈                   | U+007A U+030C U+0308 | lettre minuscule latine z, diacritique caron, diacritique tréma |